# 스카일러 페이지

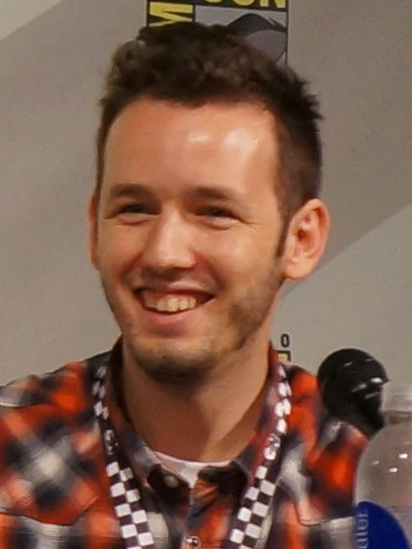

스카일러 페이지(영어: Skyler Page, 1989년 10월 13일 ~ )는 미국의 애니메이터이자 성우이다. 카툰네트워크의 애니메이션 《클라렌스는 엉뚱해!》의 제작자이며, 《어드벤처 타임》의 스토리보드 제작을 맡기도 했었다.

## 생애
캘리포니아 인스티튜트 오브 디 아츠를 졸업한 이후 단편 영화인 《크레이터 페이스》(Crater Face)와 《걸 월릿》(Girl Wallet)을 제작했다.